# Área metropolitana de Richmond–Petersburg
El área metropolitana de Richmond-Petersburg. Región del Gran Richmond o Área Estadística Metropolitana de Richmond, VA MSA, como la denomina la Oficina del Censo de los Estados Unidos, es un Área Estadística Metropolitana centrada en la ciudad de Richmond, capital del estado de Virginia, en Estados Unidos. Su población según el censo de 2010 es de 1.258.251 de habitantes, convirtiéndola en la 43.º área metropolitana más poblada de los Estados Unidos.

## Composición
El área metropolitana está compuesta por:
4  ciudades independientes, junto con su población según los resultados del censo 2010:
- Colonial Heights – 17.411 habitantes
- Hopewell – 22.591 habitantes
- Petersburg – 32.420 habitantes
- Richmond – 204.214 habitantes;

y 16 condados, junto con su población según los resultados del censo 2010:
- Amelia – 12.690 habitantes
- Caroline – 28.545 habitantes
- Charles City – 7.256 habitantes
- Chesterfield – 316.236 habitantes
- Cumberland – 10.052 habitantes
- Dinwiddie – 28.001 habitantes
- Goochland – 21.717 habitantes
- Hanover – 99.863 habitantes
- Henrico – 306.935 habitantes
- King and Queen – 6.945 habitantes
- Louisa – 33.153 habitantes
- New Kent – 18.429 habitantes
- Powhatan – 28.046 habitantes
- Prince George – 35.725 habitantes
- Sussex – 12.087 habitantes